# Catherine Brady
Catherine Brady es una escritora y profesora de cuentos estadounidense.

## Biografía
Se graduó por la Hollins Universidad con un MA, y por la Universidad de Massachusetts Amherst con un MFA. Participó en el Consejo, como vicepresidenta y presidenta de la Asociación de Escritores y de Programas de Escritura. 
Enseña en la Universidad de San Francisco.
Su obra apareció en Otras Voces, Kenyon Revisión, La Revisión de Misuri.

## Premios
- 2003 Flannery O'Connor Premio para Ficción Corta
- 2000 Estados Occidentales Premio de Libro en Ficción.

## Obra
- The Mechanics of Falling. University of Nevada Press. 2009. ISBN 978-0-87417-763-3.

- Elizabeth Blackburn and the story of telomeres: deciphering the ends of DNA. MIT Press. 2007. ISBN 978-0-262-02622-2.

- Curled in the Bed of Love. University of Georgia Press. 2003. ISBN 978-0-8203-2545-3.

- The End of the Class War. CALYX Books. 1999. ISBN 978-0-934971-66-9.

### Antologías
- Katrina Kenison, Lorrie Moore, eds. The Best American Short Stories 2004. Houghton Mifflin. 14 de octubre de 2004. ISBN 978-0-618-19735-4.